# 化製澱粉
化製澱粉是將源自穀粒或根部（如玉米、米、小麥、馬鈴薯……等）之天然澱粉，經過物理、酵素或以少量化學藥品處理，改變其性質而得，以使淀粉正常处理或贮存过程中经常遇到的条件下冻结/解冻和冷却：如高耐热，高剪切，低pH，用於工業用或食用等用途。

## 食品添加劑國際編碼系統（INS）中的修飾澱粉
食物澱粉的食品添加劑國際編碼系统（INS）：

- 1400 糊精（Dextrin），經由加熱以及鹽酸或磷酸處理的澱粉
- 1401酸性改性澱粉（Acid-treated starch），經由鹽酸、磷酸、或硫酸處理的澱粉
- 1402鹼性改性澱粉（Alkaline-treated starch），經由氫氧化鈉或氫氧化鉀處理的澱粉
- 1403漂白澱粉（Bleached starch），經由過氧乙酸、過氧化氫、次氯酸鈉、氯酸鈉、二氧化硫、其他核准硫酸鹽、高錳酸鉀、過硫酸銨等處理的澱粉
- 1404氧化澱粉（Oxidized starch），經由次氯酸鈉處理的澱粉
- 1405酵素改性澱粉（Starches, enzyme-treated），經由食用級澱粉酵素處理的澱粉
- 1410磷酸澱粉（Monostarch phosphate），經由磷酸、磷酸鈉、磷酸鉀、或三聚磷酸鈉酯化的澱粉
- 1412磷酸二澱粉（Distarch phosphate），經由三偏磷酸鈉或三氯氧磷酯化的澱粉
- 1413磷酸化磷酸二澱粉（Phosphated distarch phosphate），經由磷酸、磷酸鈉、磷酸鉀、或三聚磷酸鈉以及三偏磷酸鈉、三氯氧磷混合處理的澱粉
- 1414乙醯化磷酸二澱粉（Acetylated distarch phosphate），經由三偏磷酸鈉或三氯氧磷，以及乙酸酐或乙酸乙烯酯酯化的澱粉
- 1420醋酸澱粉（Starch acetate），經由乙酸酐或乙酸乙烯酯酯化的澱粉
- 1422乙醯化己二酸澱粉（Acetylated distarch adipate），經由乙酸酐與己二酸酐酯化的澱粉
- 1440羥丙基澱粉（Hydroxypropyl starch），經由環氧丙烷酯化的澱粉
- 1442羥丙基磷酸二澱粉（Hydroxypropyl distarch phosphate），經由三偏磷酸鈉或三氯氧磷酯化，並加上環氧丙烷酯化的澱粉
- 1443羥丙基磷酸甘油二澱粉（Hydroxypropyl distarch glycerol）
- 1450辛烯基丁二酸酯澱粉（Starch sodium octenyl succinate），經由辛烯基丁二酸酯化的澱粉
- 1451乙醯化氧化澱粉（Acetylated oxidized starch），先經次氯酸鈉處理，並加上醋酸酐酯化的澱粉

INS1401号，1402号，1403号和1405号在欧盟食品成分没有E編碼。典型改性淀粉的技术的应用是阳离子淀粉，羟乙基淀粉和羧甲基化的淀粉。

## 相關事件
- 2013年台灣毒澱粉事件

## 外部連結
- 食用化製澱粉